# SpaceX Crew-5
SpaceX Crew-5 (též USCV-5) byl pátý operační let kosmické lodi Crew Dragon společnosti SpaceX. Loď po startu 5. října 2022 dopravila na Mezinárodní vesmírné stanici (ISS) čtyři členy posádky Expedice 68. Let skončil po 157 dnech 12. března 2023 přistáním do vod Mexického zálivu

## Kosmická loď Crew Dragon
Crew Dragon je kosmická loď pro lety s posádkou navržená v rámci programu NASA CCDev, (Commercial Crew Development) společností SpaceX, především pro dopravu astronautů na Mezinárodní vesmírnou stanici. SpaceX ale loď používá i pro další účely mimo spolupráci s NASA (komerční programy Inspiration4, Axiom Space a Polaris).  

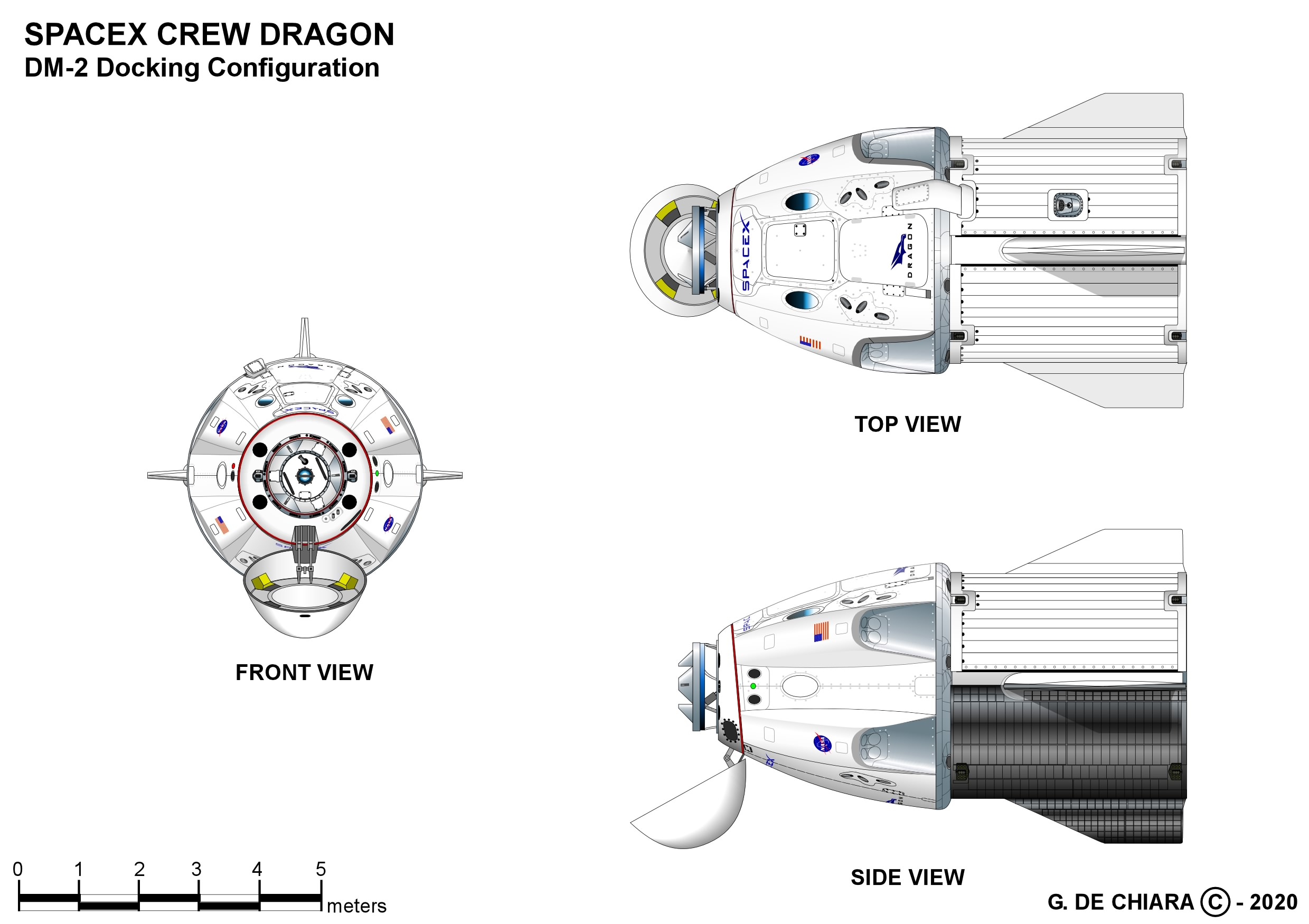
Crew Dragon v letové konfiguraci.

Crew Dragon tvoří znovupoužitelná kabina kónického tvaru a nástavec v podobě dutého válce (tzv. trunk). V kabině je hermetizovaný prostor o objemu 9,3 m3, v němž lze umístit sedačky až pro sedm osob (NASA pro lety k ISS využívá 4 místa). Nástavec je možné využít pro dopravu nákladu, který nemusí být umístěn v hermetizovaném prostoru (např. zařízení určeného pro umístění na vnější straně ISS, tedy v otevřeném kosmickém prostoru. Sestava kabiny a nástavce ve startovní pozici měří na výšku 8,1 metru a v průměru má 4 metry. 

## Posádka
Hlavní posádka:
- Nicole Mannová (1), NASA – velitelka[1]
- Josh Cassada (1), NASA – pilot[1]
- Kóiči Wakata (5), JAXA – letový specialista[2]
- Anna Kikinová (1), Roskosmos – letová specialistka[3]

V závorkách je uveden dosavadní počet letů do vesmíru včetně této mise.

### Rusko-americká výměna členů posádek pro Expedici 68
Z prohlášení ředitelé ruské kosmické agentury Roskosmos Dmitrije Rogozina v říjnu 2021 vyplynulo, že Rusko na základě do té doby uskutečněných letů považuje lodi společnosti SpaceX za bezpečné, a proto obnoví jednání s NASA o vzájemné výměně míst v lodích Sojuz a Crew Dragon a vytváření smíšených posádek s nejméně jedním ruským kosmonautem a jedním americkým astronautem v každé misi.
Dne 8. prosince 2021 bylo Dmitrijem Rogozinem oznámeno, že se tato mise stane první, kdy k takové výměně dojde. Prvním ruským občanem, který poletí na Crew Dragonu, se stane Anna Kikinová, která měla původně letět v Sojuzu MS-22. Roskosmos dále 20. ledna 2022 oznámil, že v případě uzavření dohody s NASA bude recipročně členem posádky Sojuzu MS-22 astronaut NASA Francisco Rubio. Pokud by k výměně nedošlo, byla by místo Anny Kikinové čtvrtou členkou posádky letu SpaceX Crew-5 Jeanette Eppsová a Anna Kikinová by na ISS letěla v Sojuzu MS-22.
I přes zvýšené napětí kvůli invazi ruských vojsk na Ukrajinu zahájené 24. února 2022 a navazujícím hospodářským a politickým sankcím USA a řady evropských a dalších zemi proti Rusku informovala NASA 14. března, že stále plánuje provést výměnu posádky, má naplánovaný výcvik pro ruské kosmonauty Houstonu (výcvikové zařízení NASA v Texasu) a Hawthorne (sídlo firmy SpaceX v Kalifornii) a připravený tým do Hvězdného městečka k tréninku na loď Sojuz. Šéf Roskosmosu Rogozin však na tiskové konferenci na kosmodromu Bajkonur 18. března 2022 po startu Sojuzu MS-21 vyslovil ultimátum západním partnerům v projektu ISS ohledně uvalených sankcí. Řekl doslova: "Ať jsou sankce zrušeny. Žádné kompromisy nebudou. Čekáme do konce března. Absence odpovědi na mé odvolání nebo záporná odpověď bude základem pro naše rozhodnutí. Co to bude - buďte trpěliví."
Na konci dubna pak sice Rogozin prohlásil, že se Rusko z ISS stáhne a o přesném datu bude informovat s ročním předstihem, ale 11. června Roskosmos oznámil, že mu ruský premiér Michail Mišustin podpisem příslušného příkazu umožnil státní kosmické korporaci jednat s NASA o uzavření dohody o "křížových letech", neboli o letech integrovaných posádek ruských a amerických pilotů, která je nezbytná pro sladění mezinárodní posádky ISS při řízení obou pilotovaných kosmických lodí, ruského Sojuzu MS a amerického Crew Dragonu, a také pro vzájemné studium řídicích systémů ruského a amerického segmentu vesmírné stanice. Současně Roskosmos konstatoval, že „po podpisu této dohody mezi Ruskem a USA zajistí společně a NASA vzájemné začlenění svých kosmonautů a astronautů do smíšených posádek“ a potvrdil, že z ruské strany „bude podán návrh na kosmonautku Annu Kikinovou, která již prochází dalším výcvikem v rámci programu NASA“ a že se očekává „návrh americké strany, aby byl do ruské posádky zařazen americký astronaut“.
Aniž by taková nominace byla oznámena, informoval Roskosmos 25. června, že "Anna Kikinová dnes odcestuje do Spojených států na další fázi výcviku na misi Crew Dragon," při níž "projde výcvikem v lodi Crew Dragon zahrnujícím přizpůsobení kosmické lodi jejím individuálním rozměrům a účast na školení o nejnovějších změnách v provozu některých systémů americké kosmické lodi". Náčelník Střediska přípravy kosmonautů Maxim Charlamov 30. června prohlásil, že dohoda může být uzavřena během několika dnů. Ale teprve 15. července, necelých sedm týdnů před startem letu SpaceX Crew-5 plánovaným na 1. září 2022, NASA oznámila, že bylo dosaženo nezbytné dohody a dříve avizovaná výměna se opravdu uskuteční.

## Příprava a průběh letu
NASA v březnu 2022 oznámila 1. září 2022 jako plánovaný termín letu Crew-5 s posádkou pro Expedici 68. V červenci ale bylo zveřejněno rozhodnutí přesunout přílet Crew-5 na ISS na konec září, tedy po výměně posádek v ruském segmentu stanice, kdy přiletí Sojuz MS-22 a odletí Sojuz MS-21. Start 5. letu lodi Crew Dragon se předpokládal nejdříve 29. září 2022, NASA posun vysvětlila potřebou dokončení renovace lodi Crew Dragon Endurance před jejím druhým letem, při níž SpaceX ve svém montážním středisku na mysu Canaveral na Floridě na loď nainstaluje nové součásti, např. tepelný štít, padáky a panely modulu. 
Koncem srpna byl plánovaný čas startu stanoven na 3. října 2022 v 16:45 UTC a později upřesněn na 16:46:01 UTC s tím, že k přednímu portu modulu Harmony se loď připojí o den později ve 12:20 UTC. Koncem září byl start kvůli rizikům spojeným s blížícím se hurikánem Ian odložen nejprve na 4. října 2022 v 16:23 UTC a pak o další den na 5. října 2022, nejdříve v 16:00 UTC. Později byl zveřejněn přesný plánovaný čas startu v 16:00:56, k přednímu portu ISS (Harmony forward) by se loď měla připojit 6. října 2022 v 20:57:18 UTC.
Loď z Kennedyho vesmírného střediska a Floridě odstartovala vteřinu po plánovaném termínu, 5. října 2022 v 16:00:57 UTC. Let Crew-5 je první misí s posádkou, při níž byly pro orientaci a změny výšky letu použity všechny čtyři motory Draco na bocích kabiny. Ke stanici se loď Crew Dragon Endurance připojila – oproti plánu s mírným zpožděním ve 21:01 UTC, průlez do stanice se otevřel kolem 22:45 UTC.
Odlet od stanice a přistání jsou naplánovány na 9. března 2023, ale v den odletu byly posunuty o dva dny. Loď se tak od stanice odpojila 11. března 2023 v 07:20 UTC a po jedenáctiminutovém brzdicím zážehu motorů, který snížil její rychlost o 80,2 m/s. přistála v 12. března 2023 v 02:02 UTC v Mexickém zálivu, poblíž Tampa Bay.